# Ermita de Sant Francesc (la Fatarella)
Ermita de Sant Francesc és un edifici del municipi de la Fatarella inclòs en l'Inventari del Patrimoni Arquitectònic de Catalunya.

## Descripció
Ermita realitzada amb maçoneria, amb carreus a la façana i als reforços. De planta quadrada amb un petit transsepte en el que s'alça una cúpula que no es reflecteix a l'exterior. Molt poques finestres i de reduïdes mides. La coberta és de teula a dos vessants, excepte el cos central, paral·lelepipèdic, on hi ha la cúpula coberta a quatre aigües. La façana té una portalada de mig punt amb cassetons i brancals motllurats, a sobre un òcul, i s'acaba amb un frontó triangular emmarcat per línies de totxo, com el ràfec, i una petita espadanya.
Al lateral hi ha afegit un cos lateral, de menys alçada, on trobem entre altres dependències la sagristia. A la façana hi ha una portalada de mig punt dovellada amb la data de 1739 i, per sobre una finestra, també de carreus, allindada i petita arcuació amb un relleu.

## Història
Cada any es fa una romeria des de la Fatarella.
A la dovella clau de la portalada hi ha a data 1700 sota un escut de la Fatarella.